# Arabsat 2B
O Arabsat 2B foi um satélite de comunicação geoestacionário construído pela Aérospatiale, ele esteve localizado na posição orbital de 30,5 graus de longitude leste e era operado pela Arabsat. O satélite foi baseado na plataforma Spacebus-3000A e sua expectativa de vida útil era de 10 anos. O mesmo saiu de serviço em janeiro de 2013 e foi transferido para uma órbita cemitério.

## História
Um contrato para a construção de dois satélites para a série Arabsat 2 foi assinado com a Aérospatiale em abril de 1993. A sonda utilizava a plataforma Spacebus-3000A da Aérospatiale com 22 transponders em banda C (incluindo oito transponders moderados de 52 W de potência) e 12 transponders em banda Ku. O satélite Arabsat 2B tinha uma massa de mais de duas toneladas na estação. As dimensões máximas do mesmo era de 1,8 m e 2,3 m, e o intervalo do painel solar era de 25 m para uma capacidade de energia elétrica de 5 kW.
O satélite Arabsat 2B sofreu uma falha em 26 de setembro de 2007, que interrompeu o fornecimento de serviço. O seu controle foi restaurad dentro de 2 dias. E foi inclinado naquele momento.

## Lançamento
O satélite foi lançado com sucesso ao espaço no dia 13 de novembro de 1996, por meio de um veículo Ariane-44L H10-3, lançado a partir do Centro Espacial de Kourou, na Guiana Francesa, juntamente com o satélite MEASAT-2. Ele tinha uma massa de lançamento de 2.500 kg.

## Capacidade e cobertura
O Arabsat 2B era equipado com 22 transponders em banda C e 12 em banda Ku para prestar serviços de telecomunicação ao Oriente Médio.